# فرودگاه بییسک
فرودگاه بییسک (به روسی: Аэропорт Бийск) فرودگاهی عمومی واقع در بییسک در کشور روسیه است که توسط JSC "Airport Biysk" اداره می‌شود.